# Pietermaritzburg
Pietermaritzburg (im Volksmund auch Maritzburg) liegt in der Lokalgemeinde Msunduzi und ist die Hauptstadt der südafrikanischen Provinz KwaZulu-Natal. 2011 hatte die Stadt 223.519 Einwohner. Die Stadt liegt am Msunduzi River.

## Geschichte
Pietermaritzburg wurde Anfang 1839 von Voortrekkern gegründet und nach Pieter Retief und Gerrit Maritz benannt. Sie war Hauptstadt der Republik Natalia. 1843 besetzte Großbritannien das Gebiet, und Pietermaritzburg wurde Hauptstadt der britischen Kolonie Natal.
Im Jahr 1901 schuf die Regierung Natals in Pietermaritzburg den Geological Survey of Natal and Zululand.
Während des Ersten Weltkriegs befand sich im Fort Napier in Pietermaritzburg ein Gefangenenlager für deutsche Gefangene aus den deutschen Kolonien in Afrika. Ein großer Teil dieser Gefangenen stammte aus Lüderitzbucht in Deutsch-Südwestafrika, dem heutigen Namibia.
Nach den Wahlen 1994 waren zugleich Pietermaritzburg und Ulundi Hauptstädte der Provinz KwaZulu-Natal. Als der African National Congress (ANC) nach den Wahlen 2004 die Provinzregierung stellte, wurde Pietermaritzburg wieder alleinige Hauptstadt der Provinz.

## Wirtschaft
Die Wirtschaftsstruktur der Stadt besitzt ihre Schwerpunkte in der Verarbeitung von Aluminiumprodukten, Herstellung von Automobilteilen, Möbeln und Schnittblumen. Internationale Wettbewerbsveranstaltungen in Mountain Biking und BMX sowie die Landwirtschaftsausstellung Royal Agricultural Show tragen zur touristischen Attraktivität von Pietermaritzburg bei.

## Verkehr
Pietermaritzburg liegt an der für den nationalen Straßenverkehr Südafrikas bedeutsamen N3. Diese kommt von der Hafenstadt Durban und führt weiter nach Norden in den Ballungsraum von Johannesburg. Teile dieser Autobahn sind in der Nähe der Stadt mautpflichtig. Die Regionalstraße R33 verbindet Dundee und Vryheid mit Piet Retief unweit von Eswatini und endet an ihrer Einmündung in die N17. In die entgegengesetzte Richtung verläuft die Regionalstraße R56, die zwischen Port Shepstone und Kokstad den Anschluss zur N2 herstellt.
Das nationale Schienenverkehrsnetz von Transnet ermöglicht für Pietermaritzburg Verbindungen in das nördliche KwaZulu-Natal sowie in die benachbarten Provinzen Mpumalanga, Free State sowie nach Gauteng. In Richtung Süden erreicht die von der Stadt ausgehende Strecke den Ballungsraum Durban, in dessen Hochseehafen ein großer Teil des nationalen Im- und Exportaufkommens umgeschlagen wird. Hier besteht an mehreren Bahnhöfen der Übergang zum Regionalnetz Metrorail Durban. Weitere Nebenstrecken führen von Pietermaritzburg zur nordöstlich gelegenen Stadt Greytown und in das südwestlich, entferntere Kokstad. Shosholoza Meyl bietet für den Personenreiseverkehr Verbindungen, von Durban kommend, nach Johannesburg und nach Kapstadt über Bloemfontein und Kimberley.
Im internationalen Flugverkehr ist die Stadt nur über den King Shaka International Airport in Durban erreichbar. Für kleinere Flugzeuge bestehen An- und Abflugmöglichkeiten auf dem Regionalflughafen Pietermaritzburg Airport (früher Oribi Airport) im südlich gelegenen Stadtteil Oribi bei einer asphaltierten Bahnlänge von 2200 Metern. Dieser soll durch einen neuen, internationalen Flughafen (Stand Januar 2018) an anderer Stelle ersetzt werden.

## Bevölkerung
Laut der Volkszählung im Jahr 2011 sind 52,02 % der Einwohner Pietermaritzburgs weiblich, während 47,98 % männlich sind. Die Bevölkerung der Stadt setzt sich aus 70 % Schwarzen, 14,2 % Weißen, 8,4 % Indern oder Asiaten und 6,9 % Coloureds und 0,5 % als „andere“ definierten Menschen zusammen.
Erstsprache war zu 57 % isiZulu, zu 28,9 % Englisch, zu 4,2 % Afrikaans, zu 3,5 % isiXhosa, zu 2,3 % Sesotho, zu 0,9 % isiNdebele und zu 0,5 % Setswana.

## Sehenswürdigkeiten

### Bauwerke

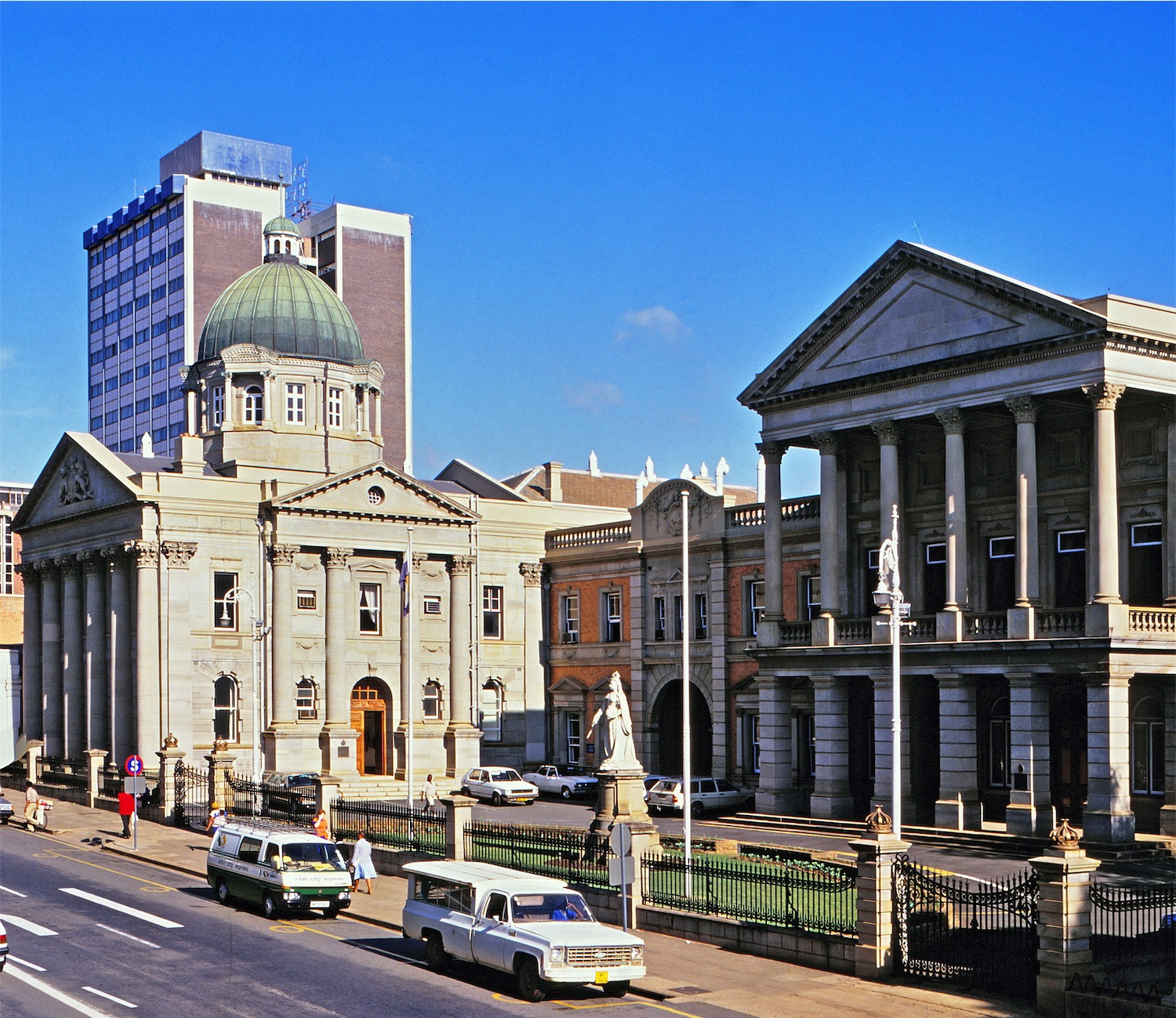
Das alte Parlamentsgebäude der Kolonie Natal

Die britische Vergangenheit der Stadt ist in Form typischer Parks und Gärten sowie zahlreicher großer, gut erhaltener Kolonialbauten sichtbar. Vorherrschend sind der edwardianische und viktorianische Stil. Ein Wahrzeichen der Stadt ist die 1893 erbaute City Hall mit einem 47 Meter großen Glockenturm (1900 erbaut), das größte Ziegelgebäude der südlichen Hemisphäre und seit 1996 Nationaldenkmal.
Weitere Hauptattraktionen Pietermaritzburgs stellen die Church of the Vow von 1839 und das Fort Napier von 1843 dar. Die parlamentarische Tradition der britischen Kolonialmacht in Natal repräsentiert die ehemalige Legislative Assembly, ein Gebäude (1887–1889) mit eklektizistischer Fassade. Dessen Entwurf stammt von den Architekten Dudgeon & Tibitt, die als Chief Engineer der Kolonie tätig waren.

### Öffentliche Einrichtungen
Es befinden sich mehrere Museen und Galerien in der Stadt, wie das Natal Museum oder das KwaZulu-Natal Railway Museum mit einem historischen Bahnhofsgebäude.
Die Tatham Art Gallery im Gebäude des Old Supreme Court verfügt über eine umfangreiche Sammlung an Kunstwerken und Kunstgewerbeobjekten.
Im 1874 gegründeten KwaZulu-Natal National Botanical Garden werden typische Pflanzen der Graslandschaften von KwaZulu-Natal gezeigt, besonders mit den Gattungen Kniphofia, Watsonia und Dierama. Etwa 80 Prozent seines Areals repräsentieren die einheimischen Pflanzengesellschaften des Ngongoni Veld.

### Mohandas Karamchand Gandhi
Mohandas Karamchand Gandhi wurde 1893 in seiner Eigenschaft als Angehöriger der indischstämmigen Bevölkerung in der Nähe der Stadt aus dem nur für Weiße bestimmten Abteil eines Eisenbahnzuges verwiesen, was ihn entscheidend prägte und letztendlich zur politischen Strategie Satyagraha führte. Ihm zu Ehren wurde eine Statue vor dem Colonial Building errichtet, die am 6. Juni 1993 von Erzbischof Desmond Tutu enthüllt wurde.

### Umfeld
In der näheren Umgebung von Pietermaritzburg liegen die hügeligen Natal Midlands.

## Religion
Angehörige vieler Religionen wie Hindus, Moslems, Christen, Mormonen, Zeugen Jehovas, aber auch afrikanische Religionen sind in Pietermaritzburg zu finden.

## Bildung und Wissenschaft

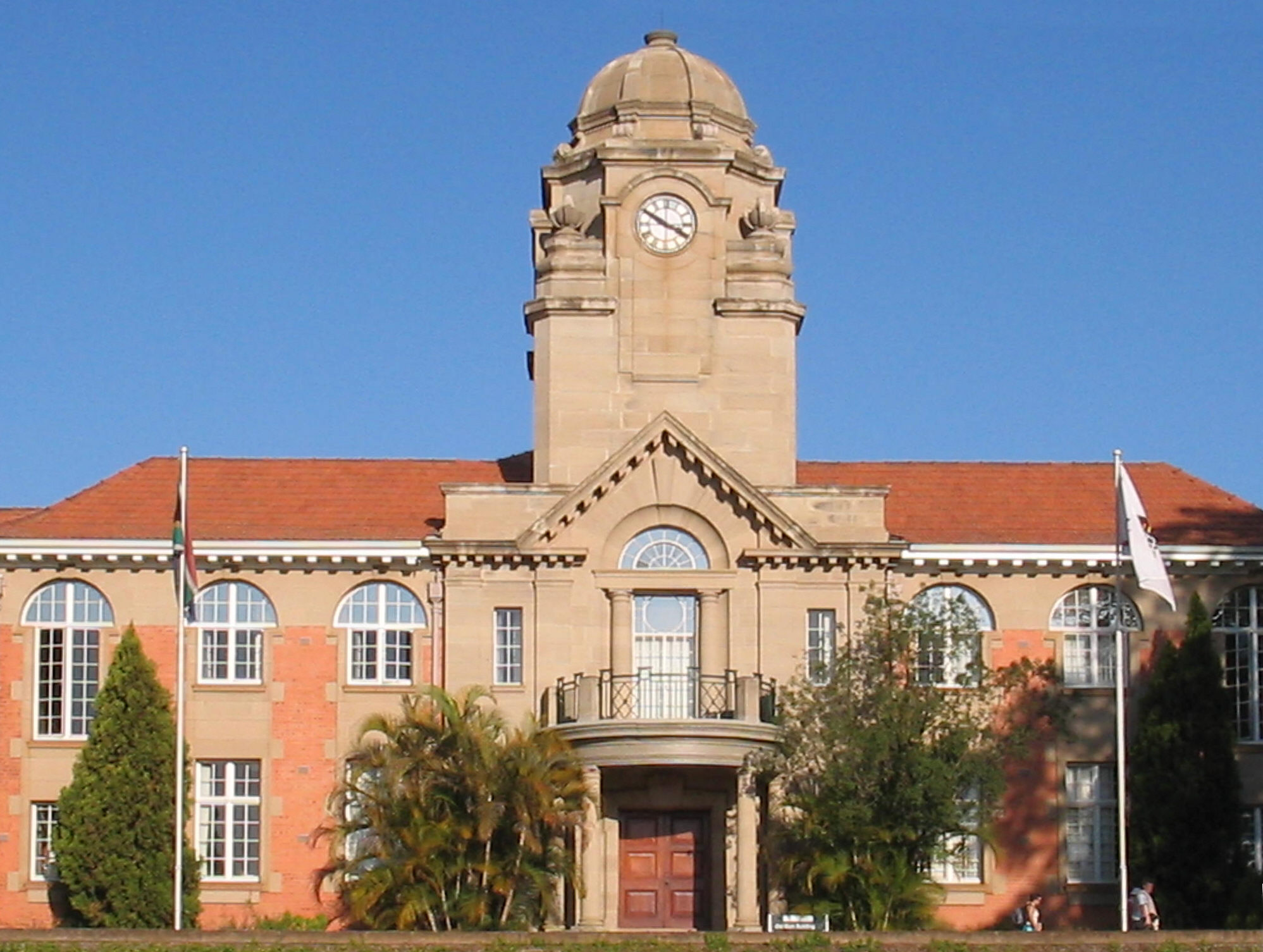
Universität von KwaZulu-Natal, Pietermaritzburg Campus

Pietermaritzburg ist zusammen mit Durban Sitz der 1909 als University of Natal gegründeten Universität von KwaZulu-Natal (UKZN).
Ferner gibt es hier das Umgungundlovu TVET College (UTVET), eine Bildungseinrichtung mit technisch ausgerichtetem Profil. In Wartburg in der Nähe von Pietermaritzburg befindet sich die Wartburg Kirchdorf School, eine der angesehensten und mehrfach ausgezeichneten Schulen der Gegend.
Das Council for Geoscience, die geowissenschaftliche Fachbehörde Südafrikas, unterhält hier eine Dienststelle.

## Sport
Von 1953 bis 1981 befand sich in Pietermaritzburg der Roy Hesketh Circuit, die einzige permanente Motorsport-Rennstrecke der heutigen Provinz KwaZulu-Natal. Die Strecke war nach dem südafrikanischen Rennfahrer Roy Hesketh benannt.
Pietermaritzburg verfügt mit dem Pietermaritzburg Oval über ein internationales Cricket-Stadion. Beim Cricket World Cup 2003 fanden hier zwei Partien statt.
In Pietermaritzburg stellte der Südafrikaner Roland Schoeman am 8. August 2009 einen Weltrekord im 50-Meter-Freistil-Schwimmen auf der 25-Meter-Bahn auf.

## Persönlichkeiten

### Söhne und Töchter der Stadt
- Julius Block (1858–1934), deutscher Unternehmer, Musikliebhaber und Pionier der Tonaufnahme
- Charlie Llewellyn (1876–1964), Cricketspieler
- Robert Allen Dyer (1900–1987), Botaniker
- Alan Paton (1903–1988), Schriftsteller und Apartheidsgegner
- Cyril Stiles (1904–1985), neuseeländischer Ruderer
- Charles Green (1914–1999), britischer Bobfahrer und Kampfpilot
- Roy Hesketh (1915–1944), Rennfahrer
- Henry Lancelot Paxton Hallett (1916–1990), römisch-katholischer Ordensgeistlicher und Bischof von Rustenburg
- J. Clyde Mitchell (1918–1995), Ethnologe
- Graham Payn (1918–2005), Schauspieler und Sänger
- Donald Joseph Boomer Killick (1926–2008), Botaniker
- Roy McLean (1930–2007), Cricketspieler
- Lloyd Koch (1931–2013), simbabwischer Hockey- und Cricketspieler
- Malcolm Forsyth (1936–2011), südafrikanisch-kanadischer Posaunist, Komponist, Dirigent und Musikpädagoge
- Bessie Head (1937–1986), Schriftstellerin
- Hermina Geyser (* 1938), Leichtathletin, Hochspringerin
- Peter Pollock (* 1941), Cricketspieler
- Moosajee Bhamjee (* 1947), irischer Politiker
- Kevin Volans (* 1949), Komponist und Pianist
- Peter Kirsten (* 1955), Cricketspieler
- Peter Leslie Smith (* 1958), Weihbischof in Portland in Oregon
- Neil Augustine Frank (* 1966), römisch-katholischer Ordensgeistlicher, Bischof von Mariannhill
- Shaun Morgan (* 1978), Musiker
- Mbulelo Mabizela (* 1980), Fußballspieler
- Greg Minnaar (* 1981), Radrennfahrer
- Gillian Sanders (* 1981), Duathletin und Triathletin
- David Miller (* 1989), Cricketspieler
- Bradley Potgieter (* 1989), Radrennfahrer
- Roxanne Kimberly Barker (* 1991), Fußballspielerin

### Persönlichkeiten, die in der Stadt gewirkt haben
- John William Colenso (1814–1883), englischer Theologe, anglikanischer Bischof
- Wilhelm Gueinzius (1813–1874), deutscher Naturforscher
- Mike Hoare (1919–2020), irischer Offizier, Söldner und Autor